# Balloon Fight
Balloon Fight (バルーンファイト Barūn Faito?) este un joc video lansat inițial pentru arcade și pentru consola NES, dezvoltat de Nintendo și HAL Laboratory. Varianta pentru NES a fost lansată în Japonia în 1985 și la nivel internațional în 1986.

## Lansări
| Nume                   | Sistem                 | Lansat în Europa   | Lansat în SUA      | Lansat în Japonia  |
| ---------------------- | ---------------------- | ------------------ | ------------------ | ------------------ |
| Vs. Balloon Fight      | Arcade                 |                    | septembrie 1984    | noiembrie 1984     |
| Balloon Fight          | NES                    | 12 martie 1987     | septembrie 1986    | 22 ianuarie 1985   |
| Tingle's Balloon Fight | Nintendo DS            |                    |                    | aprilie 2007       |
| Balloon Fight          | Wii Virtual Console    | 8 iunie 2007       | 16 iulie 2007      | 13 noiembrie 2007  |
| Balloon Fight          | Nintendo 3DS           | 31 august 2011     | 31 august 2011     | 31 august 2011     |
| Balloon Fight          | Wii U                  | 23 ianuarie 2013   | 23 ianuarie 2013   | 23 ianuarie 2013   |
| Balloon Fight          | Nintendo Switch Online | 19 septembrie 2018 | 18 septembrie 2018 | 19 septembrie 2018 |